# Más Viviana
Más Viviana, fue un programa de televisión argentino dedicado a la actualidad y el espectáculo que se emite por Canal 9 emitido entre 2010 y 2013 como continuador del programa Los profesionales de siempre. El programa fue presentado por Viviana Canosa, estando acompañada generalmente por un personal de panelistas, inicialmente todos hombres y luego todas mujeres.
Originalmente, el programa fue transmitido por Canal 9  (el nueve) y esta dedicado al mundo del espectáculo. En el período 2003 el programa tuvo el nombre Los profesionales de siempre, al igual que su retorno en el periodo 2006-2009. En 2010, el programa cambia su producción y pasa a autotitularse Viviana Canosa, aunque más tarde sería simplemente a Viviana durante el 2011. En el 2012 se cambió el nombre a Más Viviana. Finalmente, luego de un mes donde su conductora debió abandonar la conducción por un accidente laboral y bajo varios conductores de reemplazo, el 12 de abril de 2013 fue la última emisión del ciclo.
En 2023, la conductora regresó a la televisión, pero en esta oportunidad lo hizo por la pantalla del canal de cable, La Nación + en el horario de las 23:00 horas, y con una renovación de estudio y gráfica completa, además del cambio de nombre, el cual pasó a ser +Viviana.

## Historia
En 2003 y entre 2006 y 2013, Viviana Canosa condujo Los profesionales de siempre, el cual finalizó el 31 de diciembre de 2009, por lo cual, por primera vez no se realiza la temporada de verano en 2010. Sumado a esto el productor, y además exesposo de Viviana Canosa, Daniel Tobal, se aleja del ciclo, poniéndose a cargo de la misma un nuevo equipo de producción encabezado por Alejandro Korol a partir de marzo de 2010. Con este cambio, el programa cambia a un formato de magazín periodístico. El programa pasa de llamarse “Los profesionales de siempre” a “Viviana Canosa” y además comienzan a tratarse temas relacionados con la solidaridad, con notas sobre el terremoto de Haití y el de Chile en 2010, no dejando de lado los relacionados con el espectáculo y al periodismo en general.
En 2011 el programa volvió a cambiar de nombre por “Viviana”, y en 2012 pasó a llamarse “Más Viviana”.
El 4 de febrero de 2013 debería haber comenzado la novena temporada, pero por licencia médica de la conductora empezó el lunes 11 de febrero tras el escándalo del despido de su anterior panel.
En el 5 de marzo de 2013, Viviana Canosa dejó de conducir su programa por obligación de la ART de Canal 9 producto de un esguince en uno de sus tobillos ocurrido dentro de las instalaciones del canal por lo que se lo consideró como un accidente laboral.
Finalmente, el 12 de abril terminó definitivamente el ciclo el cual fue reemplazado por otro con las mismas panelistas y el mismo equipo de producción, pero conducido por Carlos Monti y Susana Roccasalvo en Implacables.

## Equipo
| Viviana Canosa       | Conductora | Conductora | Conductora | Conductora |
| Camilo García        | Panelista  | Panelista  | Panelista  | Panelista  |
| Adrián Pallares      | Panelista  | Panelista  | Panelista  | Panelista  |
| Luis Bremer          | Panelista  | Panelista  | Panelista  | Panelista  |
| Virginia Gallardo    | Panelista  |            |            |            |
| Evelyn Von Brocke    |            |            | Panelista  | Panelista  |
| Jorge Lafauci        |            |            | Panelista  |            |
| Amalia Granata       |            |            |            | Panelista  |
| Yanina Latorre       |            |            |            | Panelista  |
| Damián Popochi Muñoz | Locutor    | Locutor    | Locutor    | Locutor    |

A fines de enero de 2013, se dio a conocer la noticia de que el panel del programa de la conductora Viviana Canosa ya no estaría integrado por hombres; el programa haría un giro brusco y con ello tendría panelistas mujeres como Amalia Granata, Evelyn Von Brocke y Yanina Latorre.

### Cronistas
- Paula Tomassini
- Diego Bouvet
- Pablo Costas
- Claudio Albarenque
- Tomás Dente
- Adriana Gorosito
- Valeria Muzzio
- Damián Rojo
- Julián Labruna

## Competencia
Su competencia directa en franja horaria era con el programa también de espectáculos «Infama», que conducía Santiago del Moro, por la pantalla de América TV, el programa también compitió varios años con el ciclo de espectáculos «Intrusos», conducido por Jorge Rial, marcando una era fuerte de competencia entre los programas de espectáculos.